# Пиърсинг на Кристина
Пиърсингът на Кристина, известен още като пиърсинг на Венера, е женски повърхностен генитален пиърсинг, който се разполага под срамното възвишение и над клитора. Той е зависим от анатомията на жената и има висок процент на отхвърляне, особено при жени с по-гладка пубисна област. Пиърсингът не улеснява сексуалната стимулация и може да бъде неудобен, когато се прилага натиск върху него.

## История
Пиърсингът на Кристина има съвременен произход. Първият известен подобен пиърсинг е извършен през 90-те години на миналия век и е кръстен на първия получател на пиърсинга – жена на име Кристина. Понякога се употребява и по-рядко използвания термин „Венера“, заради разположението му на Венериния хълм.

## Здраве
Възстановяването от подобен вид пиърсинг обикновено трае от 3 до 4 месеца, но са възможни и усложнения по време на лечението в зависимост от анатомията и използваните бижута. Усложнения могат да настъпят и поради сравнително дългия пробиващ канал, както и заради непрекъснатото движение и триене в тази област.